# Джолос Любов Іванівна
Любов Іванівна Джолос (6 січня 1913, Мінськ — 17 жовтня  1998, Харків) —  українська художниця-графікеса. Членкиня Спілки художників УРСР (з 1950).

## Життєпис
Народилась у сім'ї службовця-залізничника, що згодом переїхала до Ромнів. У 1927 році вступила до Харківського художнього технікуму, який закінчила в 1930 році. У 1930—1936 рр. навчалась в Харківському художньому інституті (зокрема, у В. Касіяна, М. Фрадкіна). Після інституту працювала в галузі станкової і книжкової графіки, плакату у Дитвидаві, журналах «Жовтеня», «Піонерія», видавництвах «Молодь», «Веселка», «Радянська школа», «Мистецтво».
Від 1964 до 1966 рр. була головою художньої ради з графіки при Харківському художньому фонді.
У шлюбі з Євгеном Соловйовим народила в 1941 році сина Євгена, що теж став графіком і живописцем.

## Творчість
Основні теми творів Любові Джолос: людина й природа, шевченкіана, подвиг радянського народу у Другій світові війні, людська пам'ять.
Джолос — авторка естампів, ліногравюр, літографій, плакатів. Ліногравюри вона створювала у символічно-метафоричному ключі з контрастним зіставленням штрихування, використовчи м'які ритми вертикальних та горизонтальних форм, темних і світлих мас, що створюють монументальність образів. 
В ілюстраціях Джолос відобразила народний дух казок. У співавторстві з чоловіком оформила десятки дитячих книжок. 
На початку Другої світової війни ініціювала з чоловіком випуск агітвікон та плакатів. 
Роботи художниці зберігаються в Національних художніх музеях: Закарпатському, Харківському, Дніпропетровському, Донецькому, Запорізьському, Миколаївському, Полтавському, Третьяковській галереї (Москва).

## Твори
Ілюстрації до книг
- 1937 — «Что такое хорошо и что такое плохо?» В. Маяковського, «Тече вода з-під явора» Т. Шевченка
- 1939 — «Лідка» П. Тичини
- 1948 — «Три медведя» Л. Толстого
- 1953 — «Київські оповідання» Ю. Яновського
- 1956 — «Коли ще звірі говорили» І. Франка
- 1964 — збірки «Народні казки»

Плакат «Допоможемо!» (1948 р.)
Серії ліногравюр
- 1960–1961 — «Щоб сади цвіли»
- 1961 — «Реве та стогне Дніпр широкий» за мотивами поезії Т. Шевченка
- 1970 — «Матері світу»

Літографії
- 1954 — «У Донбасі»
- 1955 — «Сонечко пригріло»
- 1957 — «Проліски»
- 1961 — «Шевченко в землянці Новопетровського укріплення»

Кольорові літографії
- 1980 — «Рукавичка»
- 1986 — «Дюймовочка»
- 1988 — «Два веселих гуся»

Живопис
- 1950 — «Син»
- 1957 — «Натюрморт із квітами»
- 1967 — «Весняне вікно» (1967).

## Досягнення
- 1948 — 1-а премія Всесоюзного конкурсу плакату
- 1950 — член Національної спілки художників України

Учасниця республіканських, всесоюзних, зарубіжних мистецьких виставок з 1939 року.